# Тагільське (Росія)
Тагі́льське (рос. Тагильское) — село у складі Каргапольського району Курганської області, Росія. Адміністративний центр Тагільської сільської ради.
Населення — 962 особи (2010, 980 у 2002).
Національний склад населення станом на 2002 рік: росіяни — 95 %.